# Nippon Yusen Kaisha Line

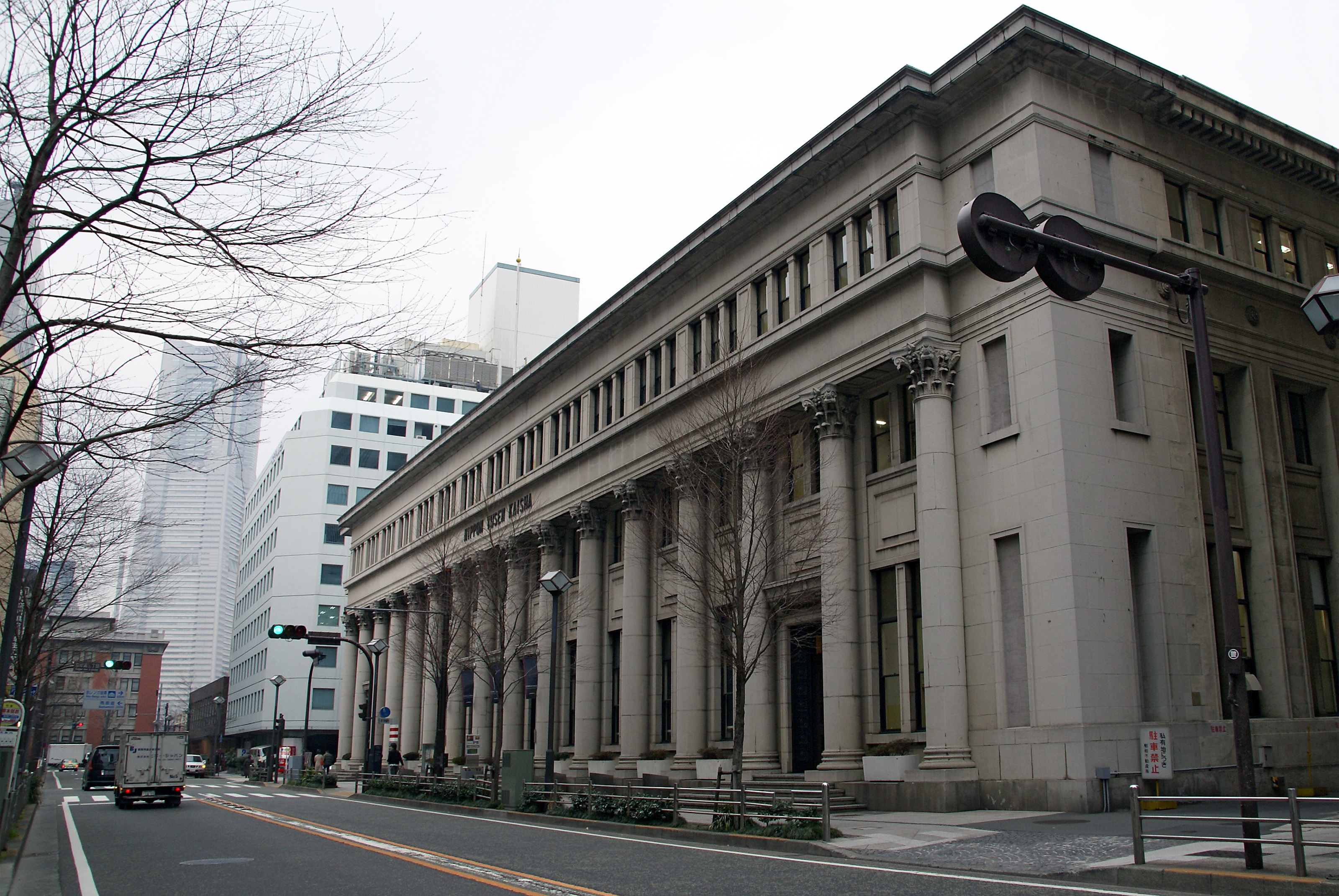
Het NYK museum in Yokohama (Japan)

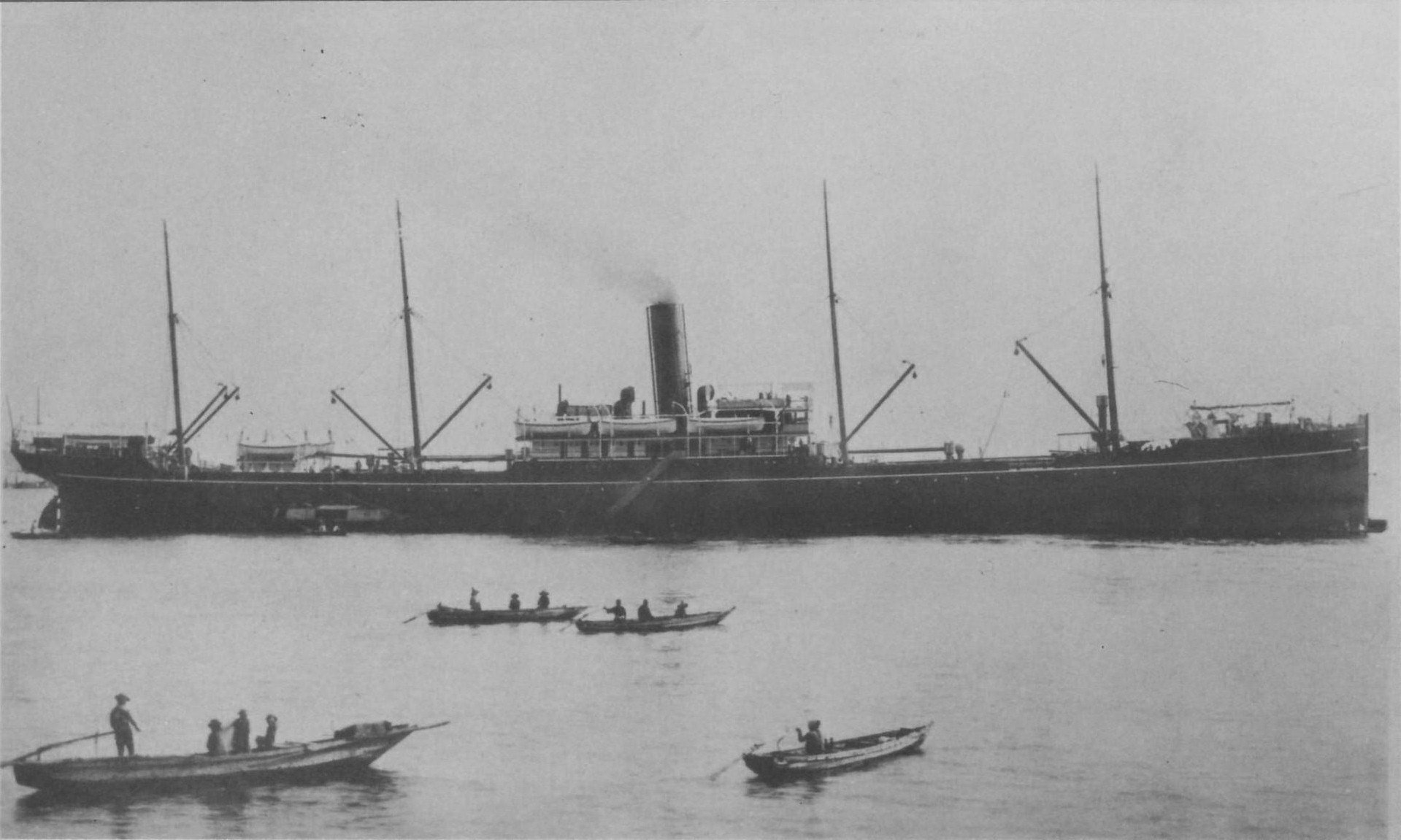
Hitachi Maru (1898), gebouwd voor NYK voor de dienst op Europa

Nippon Yusen Kaisha Line (Japans: 日本郵船株式会社; Nippon Yusen Kabushiki-gaisha), ook bekend als NYK Line is een Japanse rederij. Het bedrijf werd op 25 september 1885 gevormd en door een fusie van twee Japanse rederijen, Yubin Kisen Mitsubishi Kaisha en de Kiodo Unyo Kaisha. Het bedrijf is een onderdeel van de Mitsubishi Group.

## Activiteiten
De belangrijkste twee activiteiten van NYK zijn het zeetransport van containers en bulkgoederen. Verder is het bedrijf actief met haventerminals, logistieke dienstverlening en luchtvracht en heeft een cruiseschip in de vaart.
Op 31 maart 2021 bestaat de vloot van NYK uit 826 schepen in eigendom en onder chartercontracten. Er zijn 405 bulkcarriers, deze schepen vervoeren droge lading als ijzererts en steenkool. Verder zijn er schepen voor meer gespecialiseerde lading als vloeibaar aardgas en voertuigen. Per 31 maart 2021 beschikte het over 79 LNG-tankers en was na Mitsui O.S.K. Lines de grootste rederij op dit gebied. Met 120 autoschepen is NYK de grootste transporteur van voertuigen over zee.  Het beschikt verder over een wereldwijd netwerk van 13 containerterminals.
NYK heeft een aandelenbelang van 38% in de containerrederij Ocean Network Express (ONE). Per 31 december 2020 telt ONE 206 schepen met een totale capaciteit van 1,5 miljoen TEU. Het staat hiermee op de zesde plaats van containerrederijen wereldwijd gemeten naar aantal containerplaatsen. ONE is onderdeel van THE Alliance en de andere partners zijn de Duitse rederij Hapag-Lloyd, Hyundai Merchant Marine (Zuid-Korea) en Yang Ming Marine Transport Corporation uit Taiwan.

## Geschiedenis

### 1870-1900
De compagnie vindt zijn oorsprong in de Tsukomo Shokai opgericht in 1870. In 1871 komt de rederij in handen van Iwasaki Yataro, de oprichter van het Mitsubishi zaibatsu en in 1873 veranderde de naam in Mitsubishi Shokai. In 1875 start de hernoemde rederij met een passagiers lijn tussen Yokohama en Sjanghai. In kort tijd verandert de maatschappij nog tweemaal van naam, eerst Mitsubishi Kisen, daarna naar Mitsubishi Mail Steamship Company of Yubin Kisen Mitsubishi Kaisha in 1875. Het krijgt steun van de overheid voor het transport tussen Japanse havens, naar buitenlandse havens en voor het leger. De rederij wordt ingehuurd door de Japanse regering voor het transport van een strafexpeditie naar Taiwan in 1874. In 1877 telde de vloot 61 stoomschepen en was nagenoeg de enige rederij actief in Japan.
In augustus 1882 wordt op initiatief van de Japanse overheid Kyodo Unyu Kaisha (KUK) opgericht om te concurreren met de Mitsubishi rederij. Drie kleine rederijen worden hiervoor samengevoegd en de overheid levert ruim 40% van het aandelenkapitaal. Door de toegenomen concurrentie gaan de tarieven naar beneden en lijdt de Mitsubishi rederij verliezen. Op 29 september 1885 gaan en Yubin Kisen Mitsubishi Kaisha in elkaar op en wordt zo de huidige naam gevormd: Nippon Yusen Kaisha of korter NYK. Voor hun inbreng krijgt Mitsubishi een groot minderheidsbelang van 45% in de nieuwe combinatie. NYK begint met een vloot van 58 schepen. Mitsubishi verkoopt tot het begin van de 20e eeuw een groot deel van dit aandelenbelang.
Hierna worden verschillende steeds verdere lijndiensten ingesteld:
- In 1886 wordt een verbinding tussen Nagasaki en Tianjin gemaakt.
- In 1890 tussen Manilla en Kobe.
- In 1893 wordt Japans eerste langeafstandsscheepsverbinding gemaakt op de Bombay-route. Dit was om de Japanse katoen spinnerijen te ondersteunen.
- Nieuwe grote schepen worden besteld voor een dienst op Europa. Door het uitbreken van de Eerste Chinees-Japanse Oorlog worden de plannen uitgesteld. In 1896 begint NYK te varen op Europese, Amerikaanse en Australische routes. Dit ondersteunt door subsidies die op hun beurt betaald werden met de schadevergoedingen van China na de oorlog.
- In 1899 wordt een verbinding gemaakt met Londen.

De lijnen van Japan naar Europa waren verlieslatend. Hierdoor werd NYK afhankelijk van Chinese goederen die via Sjanghai geleverd werden. Op de reis naar Japan werden vooral machines vervoerd.

### 1900-1945
Vanaf 1900 begint NYK met een uitbreiding van haar lijnen over de hele wereld. In 1914 is de Tokushima Maru het eerste Japanse schip dat door het pas voltooide Panamakanaal vaart. In 1918 begint ze met lijnen op de Middellandse Zee. Tijdens de Eerste Wereldoorlog werden er grote winsten geboekt. Doordat NYK gesubsidieerd werd had de regering controle over de vrachtprijzen. Hierdoor verloor ze terrein op Japanse concurrenten die onafhankelijk konden varen. Het einde van de oorlog stelt nieuwe lijnen open voor NYK, o.a. naar New York en Hamburg. In 1920 wordt een afdeling geopend in New York. In 1929 worden de parallelle rode strepen op de schoorsteen het officiële kenmerk van NYK.
Tijdens het interbellum krijgt de rederij het moeilijk om een uitgestrekt netwerk van lijnen te onderhouden door toenemende concurrentie van de Verenigde Staten en van Japanse rederijen. Als reactie hierop gaat NYK steeds meer investeren in passagiersschepen. Hierdoor, en door het laat instappen in de zogenaamde wilde vaart en het veranderen van de vraag en industrie in Amerika, heeft NYK grote moeite om zich te profileren tussen de andere Japanse rederijen bij de vooravond van de Tweede Wereldoorlog.
In 1942 zorgen drie NYK schepen voor het transport van Britse, Japanse en Amerikaanse diplomaten. Later verliezen ze bijna al haar oceaanstomers door geallieerde aanvallen tijdens ondersteuningsacties op de Grote Oceaan. In 1945 blijven er slecht 37 schepen over. Van een piek van 866.000 grt valt NYK terug op 155.000 grt na de oorlog.

### Naoorlogs tijdperk
Er werden zware restricties opgelegd aan rederijen door de Amerikanen:
- zware beperkingen op de grootte van schepen;
- geen private handel;
- het dreigement van het ontmantelen van bedrijven om de zeevaartindustrie te deconcentreren.

Dit betekende dat alle Japanse rederijen op hetzelfde niveau hun bedrijf terug begonnen op te bouwen. Dit betekende op de lange termijn de redding van NYK. In de jaren 50 begon NYK met een nieuwe bedrijfsstrategie van diversificatie, men splitste het bedrijf op in drie onderdelen: liners, trampers en tankers. Toch draaide NYK van 1956 tot 1965 zonder winst.
Volledig in overeenstemming met de strategie vastgelegd na de oorlog was NYK een van de eerste die containers introduceerde samen met Britse, Duitse rederijen en Matson Navigation Company of San Francisco. Later begon ze ook te investeren in de gastankers voor LNG en een grotere vloot van autoschepen. Deze filosofie van diversificatie bleek zeer effectief en maakte van NYK een zeer flexibele maatschappij. Zo overleefde ze de olietankerboom in 1980 door contracten te annuleren op schepen die reeds in aanbouw waren.
NYK Line behoort tot de 10 grootste rederijen ter wereld.

### Fusie containeractiviteiten
In oktober 2016 maakten drie Japanse reders, Nippon Yusen, Mitsui O.S.K. Lines en Kawasaki Kisen Kaisha, bekend hun containeractiviteiten samen te voegen in een nieuw bedrijf met de naam Ocean Network Express (ONE). Na de fusie ontstond de op vijf na grootste containervervoerder ter wereld met een marktaandeel van ongeveer 7%. De drie hebben in totaal 256 schepen en ONE heeft een omzet van ruim 17 miljard euro per jaar. In juli 2017 werd het nieuwe bedrijf geformaliseerd en vanaf 1 april 2018 worden de diensten samen uitgevoerd. K Line en Mitsui O.S.K. Lines hebben beide elk 31% van de aandelen ONE en Nippon Yusen is de grootste aandeelhouder met een belang van 38%.